# Cap Fréhel
Das Cap Fréhel (teils auch Cap Fréhal geschrieben, bretonisch Kab Frehel) ist eine Landzunge an der Côte d’Émeraude in der nordöstlichen Bretagne und bildet den nördlichsten Punkt des felsigen Vorgebirges, das im Département Côtes-d’Armor in Frankreich zwischen den Städten Saint-Malo und Saint-Brieuc in den Golf von Saint-Malo hineinragt. Es liegt etwa 8,5 km von der Gemeinde Fréhel entfernt auf dem Gebiet der Gemeinde Plévenon.

## Beschreibung
Die Klippen bestehen aus rötlichem Sandstein, schwarzem Schiefer und dem von der Côte de Granit Rose berühmten rosa-farbenen Granit. Sie fallen steil zum Wasser hin ab und haben eine Höhe von bis zu 70 m. Die Wiesen, die das Kliffdach bedecken, sind am reizvollsten im Frühjahr und Sommer, wenn hier Wildhyazinthen, Narzissen, Vielblütige Weißwurz und Nelken blühen. Hinter den Klippen wachsen Stechginster und Erika.
Cap Fréhel ist ein Vogelschutzgebiet, das eine Vielzahl an Brutvögeln beherbergt. Am zahlreichsten sind die Krähenscharben und Silbermöwen, außerdem kommen Lummen, Austernfischer, Herings-, Mantel- und Dreizehenmöwen, Papageitaucher, Eissturmvögel und Kolkraben vor. Ein typischer Anblick sind die Möwen, wie sie vom immer wehenden Wind im Schwebeflug getragen werden, bevor sie sich aus großer Höhe krächzend ins Wasser fallen lassen.
Am Kap stehen zwei Leuchttürme. Einer stammt aus dem 17. Jahrhundert und wurde vom Festungs-Baumeister Vauban erbaut. Im Erdgeschoss des Wirtschaftsgebäudes ist eine ständige Ausstellung zur Geschichte des Leuchtturmes untergebracht. Der andere stammt aus dem Jahre 1950, ist knapp 33 m hoch und kann zu bestimmten Zeiten bestiegen werden, was bei klarem Wetter für eine gute Sicht bis zur normannischen Halbinsel sorgt.
Vom Leuchtturm aus führt ein schmaler Fußweg am Hochufer entlang und gibt Ausblicke auf die bizarren Felsformationen an der Küste und auf die Vogelfelsen frei. Im 21. Jahrhundert wurde hier oben auch ein Aussichtsbalkon aus Granitsteinen errichtet, in welchem Reliefs der hier brütenden Vogelarten aus Sandstein geschlagen sind.
Vier Kilometer südöstlich befindet sich eine weitere Landspitze mit dem Fort La Latte.